# Yannis Salibur
Yannis Salibur Romaric (Saint-Denis, Francia, 24 de enero de 1991) es un futbolista francés que juega de centrocampista.

## Trayectoria
Natural de Saint-Denis, fue internacional con las categorías inferiores de la selección francesa. Se formó en las filas del Lille O. S. C. desde 2009 a 2011 y, más tarde, pasó por el U. S. Boulogne, Clermont Foot y E. A. Guingamp, con el que jugó 114 partidos en Ligue 1, marcando 19 goles y repartiendo 17 asistencias.[cita requerida]
La temporada 2018-19 jugó cedido en el A. S. Saint-Étienne por el E. A. Guingamp, donde se clasificaron en cuarto lugar de la Ligue 1 con clasificación para la Liga Europa de la UEFA.
En verano de 2019 firmó por el R. C. D. Mallorca de España por tres temporadas. Solo participó en cuatro partidos de liga y el 17 de septiembre de 2020, club y jugador llegaron a un acuerdo para la rescisión de su contrato. Unos días después se unió al Fatih Karagümrük S. K. turco.

## Selección nacional
Fue internacional con la selección de fútbol sub-19 de Francia.

## Clubes
| Club                         | País    | Año       |
| ---------------------------- | ------- | --------- |
| Lille O. S. C.               | Francia | 2009-2011 |
| U. S. Boulogne               | Francia | 2011-2012 |
| Clermont Foot                | Francia | 2012-2015 |
| E. A. Guingamp               | Francia | 2015-2019 |
| A. S. Saint-Étienne (cedido) | Francia | 2018-2019 |
| R. C. D. Mallorca            | España  | 2019-2020 |
| Fatih Karagümrük S. K.       | Turquía | 2020-2022 |